# Jeep Patriot
Pour les articles homonymes, voir Patriot.

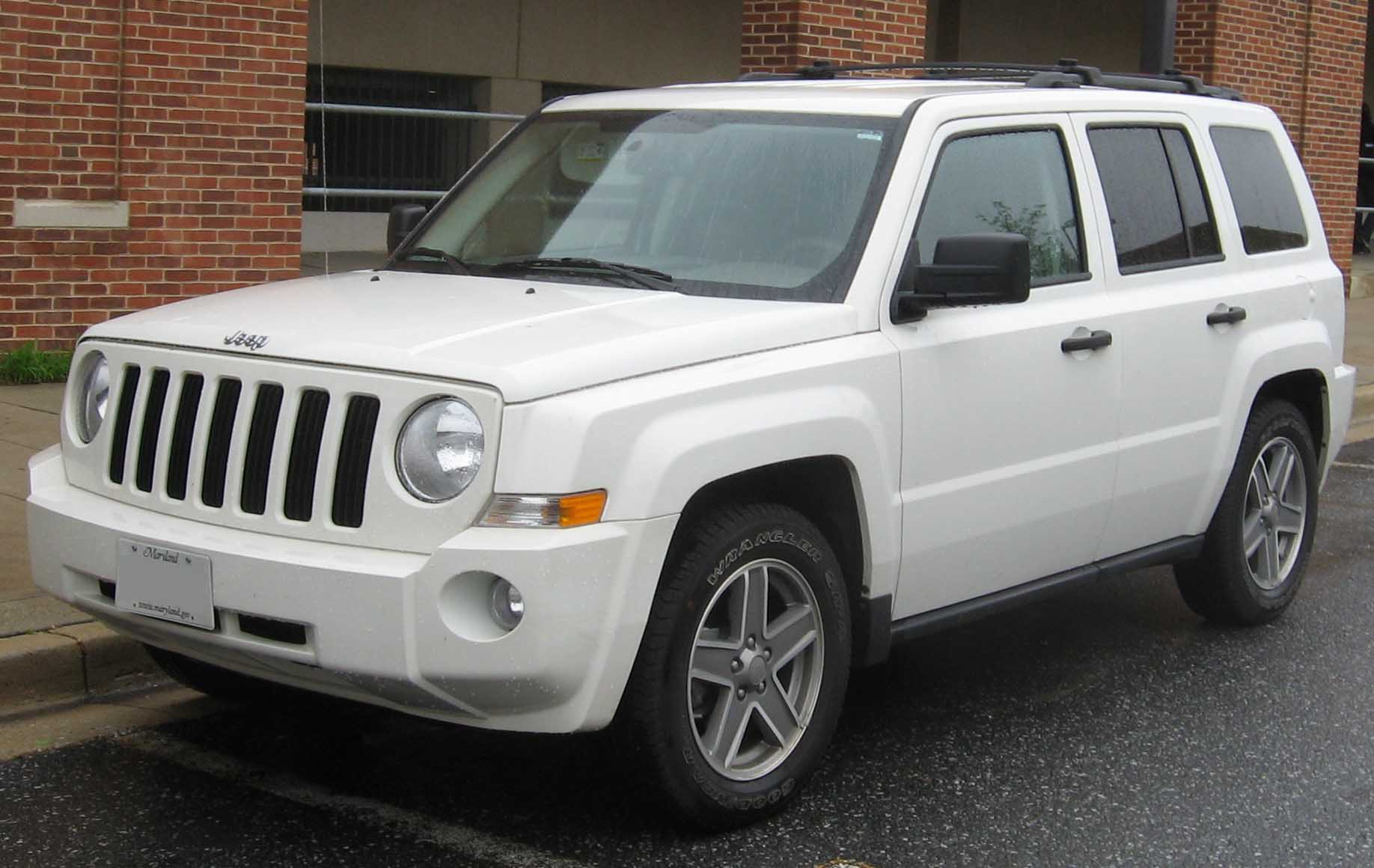
Jeep Patriot.

La Jeep Patriot (MK74), est une automobile crossover SUV à quatre roues motrices, produite par le constructeur automobile américain Chrysler, sous sa marque Jeep.
Présentée en avril 2006 au Salon de l'automobile de New York puis distribuée en 2007, elle occupe le marché entre la Jeep Compass et la Jeep Liberty dans la gamme Jeep. Elle est produite de 2006 à 2016.
Le Patriot était fabriqué dans l'usine d'assemblage de Chrysler à Belvidere, dans l'Illinois, aux côtés du Compass. Bien que le modèle se soit toujours bien vendu alors qu'il était pratiquement inchangé à l'aube de sa 11e année, sa production a pris fin avec l'année-modèle 2017.

## Design
Aux États-Unis, le Patriot est équipé d'un moteur 4 cylindres à essence de 2,0 L ou 2,4 L World. Il est disponible en traction avant et en quatre roues motrices. Le Patriot dispose de deux systèmes à quatre roues motrices, tous deux contrôlés électroniquement.
Le système quatre roues motrices de série est appelé Freedom Drive I. Il s'agit d'un système quatre roues motrices automatique à temps plein qui entraîne directement le support du différentiel avant à partir de la sortie de la transmission et qui est exclusivement une traction avant lorsque le système quatre roues motrices n'est pas commandé par le module de commande du groupe motopropulseur ou par le conducteur. La boîte-pont alimente l'unité d'entraînement arrière par l'intermédiaire d'un arbre de transmission qui est en prise constante avec le porte-différentiel avant. L'arbre de transmission rejoint la boîte-pont avant par l'intermédiaire d'une petite boîte de vitesses à rapport fixe que Jeep appelle l'unité de transfert de puissance. L'arbre de transmission est suspendu par un roulement de support monté au centre et transmet le couple à un ensemble situé à l'arrière du véhicule que Jeep appelle l'unité de transmission arrière. Un embrayage humide multidisque à commande électronique situé à l'intérieur de l'unité de transmission arrière couple de manière variable cet arbre de transmission avec un pignon qui entraîne un support de différentiel ouvert et transmet la puissance aux roues arrière. La force de couplage de l'embrayage est suffisante pour fournir jusqu'à 100 % du couple moteur disponible à l'essieu arrière. Une commande accessible au conducteur, située entre les sièges avant, permet au conducteur de commander un mode 4x4 verrouillé qui simule le comportement d'un attelage à centre fixe sur un véhicule 4x4 conventionnel. Dans le mode de fonctionnement par défaut et dans le mode 4x4 sélectionné par le conducteur, le fonctionnement de cet embrayage est contrôlé par ordinateur et il se déconnecte et repasse en mode automatique au-delà de 35 miles par heure. Pour éviter l'enroulement statique de la chaîne cinématique, le contrôleur du groupe motopropulseur fait varier l'angle d'attaque de l'embrayage en fonction de la vitesse du véhicule.
Un système à quatre roues motrices optionnel appelé Freedom Drive II est basé sur Freedom Drive I et fonctionne de manière similaire, mais en combinaison avec une transmission CVT unique, il est capable d'une réduction de 19:1 simulant une gamme basse que l'on trouve habituellement dans les véhicules avec des boîtes de transfert dédiées. Ce rapport « rampant » de 19:1 est obtenu avec un rapport pignon-couronne beaucoup plus faible (numériquement plus élevé) que sur les véhicules qui ne sont pas équipés du Freedom Drive II et permet au conducteur de maintenir éventuellement ce rapport initial pour améliorer le contrôle à très basse vitesse.
Le Freedom Drive II fait partie d'un ensemble d'équipements comprenant plusieurs autres améliorations destinées à une utilisation sur des terrains plus difficiles et les Jeep Patriot dotées de cet ensemble portent le badge « Trail Rated » de Jeep.
Toutes les Jeep Patriot sont équipées d'un système antipatinage amélioré qui fonctionne sur les deux essieux moteurs (modèles à quatre roues motrices) ou sur l'essieu avant uniquement (modèles à deux roues motrices) afin de fournir un couple aux quatre roues de manière efficace et sans différentiel à blocage ou à glissement limité. Ce système, appelé BLD par Jeep, fonctionne en appliquant une force de freinage à une roue sur l'un des essieux (moteur) si cette roue tourne plus vite que l'autre roue sur le même essieu. Le BLD reste actif même si le conducteur sélectionne l'option de désactivation de l'antipatinage.
Le moteur GEMA I4 de 2,4 litres est une option pour le modèle Patriot 4X2.
Pour l'Europe et l'Australie, un moteur Diesel de 2,0 L (1968 cc ; 120 cid ; 140ps) fabriqué par Volkswagen est monté avec une boîte de vitesses manuelle à 6 rapports. Toutes les voitures européennes sont équipées de série de quatre roues motrices et d'une version du système Freedom Drive dont le réglage diffère de celui des versions américaines, mais dont les capacités sont similaires à celles du système FDII, avec un contrôle de la traction des freins et trois réglages commutables du contrôle électronique de la stabilité et de l'antipatinage pour une utilisation sur route ou en tout-terrain.
Le Patriot a remporté le Green 4x4 Award 2007 et le 4x4 de l'année 2008 au Royaume-Uni.